# 唐寧街10號
唐寧街10號（英語：10 Downing Street），位於英國首都倫敦西敏市西敏區白廳旁的唐寧街，一所佐治時代建築。傳統上是第一財政大臣的官邸，但自從1905年此職由英國首相兼領後，就成為今日普遍認為的英國首相官邸。其設計樸實的黑色木門，綴上白色的阿拉伯數字「10」，成為了人所共知的標記。
唐寧街10號除了是首相的官邸和首相的辦公廳外，首相的秘書、助理和顧問都在首相官邸內工作。首相每天都會在唐寧街10號與閣僚和智囊制定政策，而一般的機要部門如國會、財政部和外務部距唐寧街10號也只有數分鐘的路程，所以首相很容易便能夠取得情報和聯繫。另外，君主所居住的白金漢宮就在附近，好讓首相定期前往白金漢宮向君主匯報政事。首相官邸內有不同的會議室和晚宴廳，首相常常在那裡接見社會各界和各國領導人。因此，唐寧街10號象徵英國政府的中樞，也是英國政治的權力核心之一。
現今的唐寧街10號，原本是由一所「宮殿後的房子」和唐寧街10號本身所合併而成的。「宮殿後的房子」是一所大約建於1530年左右的樓房，而最初的唐寧街10號則是一所修建於1685年的小市區宅第。在1732年，英皇乔治二世將上述的兩座房屋一併賜予罗伯特·沃波尔（即後世通稱的第一任英國首相），以表揚他的功勞。然而，沃波尔不願以個人名義接受獎賞，而代之以其官銜，即第一財政大臣的名義接受，結果「宮殿後的房子」和唐寧街10號就成為了每任第一財政大臣的資產。自1732年至1735年，沃波尔委託了知名建築師威廉·肯特將兩座樓房連接在一起，這就是今日所知的唐寧街10號。
雖然唐寧街10號是君主的御賜禮物，但由於它面積狹小，長年缺乏維修，又建在沼土之上，歷史上不少的首相都不願意入住，有些首相甚至有意將之夷平。此外，由於英國首相一職至19世紀仍然未有明確的確立，因此唐寧街10號以往常常由其他官員入住，在當時不可算是真正的首相府。可是，時至今日，唐寧街10號已漸漸確立成為英國首相的象徵，在倫敦更加是一座極具歷史價值的地標。前首相就曾在1985年說過，唐寧街10號已經成為「全國的遺產中，最珍貴的珠寶。」

## 歷史

### 「宮殿後的房子」（1733年以前）

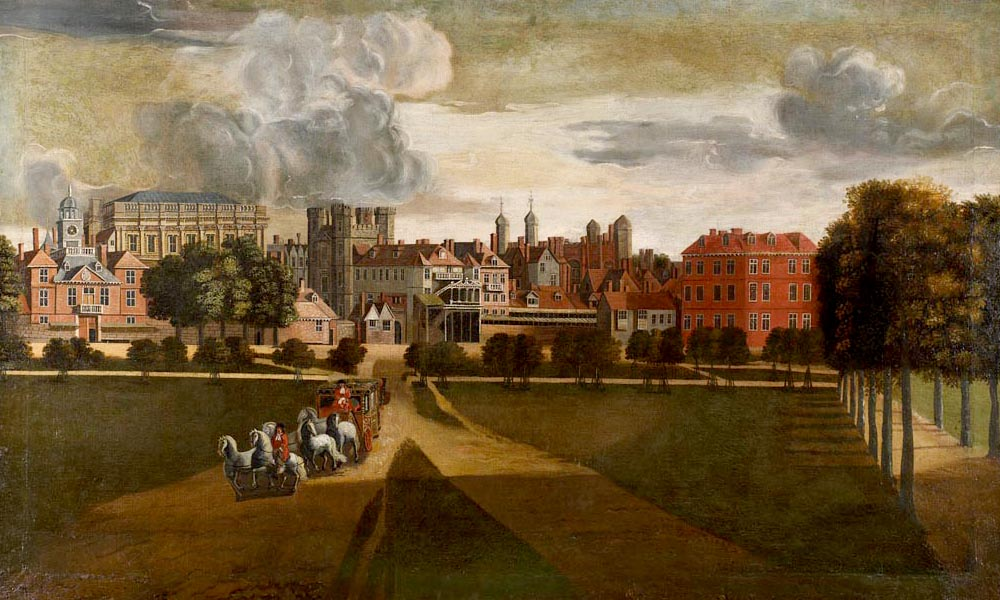
這幅名叫《白廳宮》的作品大約畫成於1660年至1679年間，由西面眺望白廳一帶，而畫面也可見到國王查理二世正騎馬穿過聖詹姆士公園。「宮殿後的房子」在畫面的最右，毗連的八角形建築物就是鬥雞場。

今日的唐寧街10號，是在1733年，以「宮殿後的房子」和原本的唐寧街10號合併而成的。
「宮殿後的房子」（House at the Back）最初是一所附在白廳宮，用作鬥雞場的側屋。白廳宮自1530年至1698年則是英格蘭君主的主要居所。鬥雞場所處的側屋，事實上是建於1530年以前，一組風格不同的側屋群，而鬥雞場則佔據側屋群的主要部分。另外，鬥雞場本身是一座特別的建築物，頂上有一個八角形穹頂。鬥雞場的鬥雞活動至詹姆士一世的時期才告終止，但「鬥雞場」的名字一直沒有更改，並在詹姆士一世的晚年改為音樂廳和劇場，場內又附設圍上綠色布幕的更衣室和一塊三英尺高的鏡子，讓「女滑稽演員更衣」，詹姆士一世也曾在鬥雞場內欣賞戲劇。
鬥雞場只是側屋群的一部分，其餘部分則是一所大房子，是白廳宮的看守人起居和工作的地方，而看守人同時負責管理和維修包括劇場在內的側屋群。托馬斯·奈維特（Thomas Knyvet）是當中一位較著名的住客，他曾在17世紀初擔任白廳宮的看守人，服侍過伊莉莎白一世和詹姆士一世。奈維特本身也是一位太平紳士，是搗破1605年火药阴谋的關鍵人物之一。就在火药阴谋發生前不久，奈維特清理了側屋群，讓詹姆士一世四歲的兒子，查爾斯王子入住，而自己則搬到附近的奈維特樓（後來改名為漢普登樓）。
查爾斯王子只住了一段很短的時間，之後「宮殿後的房子」曾成為不同人的住所。包括了查爾斯王子的妹妹伊莉莎伯公主、護國公奥利弗·克伦威尔、喬治·蒙克，第一代阿爾伯馬爾公爵、奧倫治王子和後來卡巴爾內閣的一員，即喬治·維利爾斯，第二代白金漢公爵。這些住客一直都有對「宮殿後的房子」進行不同程度的改建，使「宮殿後的房子」漸漸成為一所豪華的宅第。
1677年，查理二世的女兒利奇菲爾德伯爵夫人（Countess of Lichfield）搬到「宮殿後的房子」，她曾對附近唐寧街興建排屋感到不滿，擔心自己的私隱受到侵犯。因此，查理二世曾下令在排屋和「宮殿後的房子」之間興建一道高牆，以防任何人從排屋進行偷窺。利奇菲爾德伯爵夫人在1688年光榮革命後搬離「宮殿後的房子」，流亡國外。至於曾協助威廉三世登位的荷蘭貴族亨利·拿騷，歐弗柯克勳爵（Henry Nassau, Lord Auverquerque），遂在1690年搬入，並把「宮殿後的房子」更名為「歐弗柯克樓」。
歐弗柯克勳爵和他的夫人分別在1708年和1720年去世，而勳爵夫人死後，「歐弗柯克樓」成為了皇室資產，並重新改名為「波夫瑪樓」，讓來自漢諾威的使節，約翰·卡斯柏·馮·波夫瑪，波夫瑪伯爵（Johann Caspar von Bothmar, Count Bothmar）居住。波夫瑪伯爵是乔治一世和乔治二世的顧問，他在1732年去世後，「波夫瑪樓」再次為皇室所有。

### 喬治·唐寧的房子（1733年以前）
喬治·唐寧（George Downing）是建造唐寧街的人，他在北美的新英格蘭長大，也是哈佛大學最早的一批畢業生之一。唐寧在英國內戰期間回到了英格蘭，在1650年更成為了奥利弗·克伦威尔的重要智囊，因此他在當時擁有很大的權力。
在1657年，唐寧獲任命為英國駐海牙大使，以抵制流亡在外的英國皇室。但克倫威爾在1658年逝世後，唐寧遭克倫威爾的兒子理查·克伦威尔，即新的護國公撤換。
唐寧意識到英格蘭聯邦命在旦夕，於是決定投靠流亡的英國皇室，將自己自薦到查理二世前，並完全與以前的夥伴劃清界線。結果，唐寧得到了查理二世的任用，儘管他從荷蘭返國後被關禁在倫敦塔兩個月，但皇政復辟後，他隨即得到了豐厚的賞賜。
唐寧很早便有意在西敏一帶發展房地產以獲利。在1654年，他從皇室取得了漢普登樓（Hampden House）的收租權，但由於當時的租契由托馬斯·奈維特的後人擁有，所以一直至1682年，唐寧才取得了其租契。取得租契後，他拆卸了原有的房屋，並在街的北面興建了15至20幢排屋，這些排屋雖然由名建築師克里斯多佛·雷恩爵士設計，但質素卻十分差劣，而且更建在沼土之上。
唐寧街的排屋最終在1684年建成，並獲英皇把街名賜名為唐寧街。現今唐寧街的房屋編號乃修訂於1779年，所以今日的唐寧街10號原本應是唐寧街5號。
唐寧把唐寧街的排屋作公寓出租，自己本身卻一直住在劍橋的莊園宅第，因此他從來也沒有入住過唐寧街，而事實上排屋建成後數個月，唐寧自己也過世了。唐寧的租契傳到孫兒時，由於他從未與妻子同住，又過著不正當的生活，所以租契最後回歸到皇室手上。

### 第一財政大臣官邸（1733年—1742年）

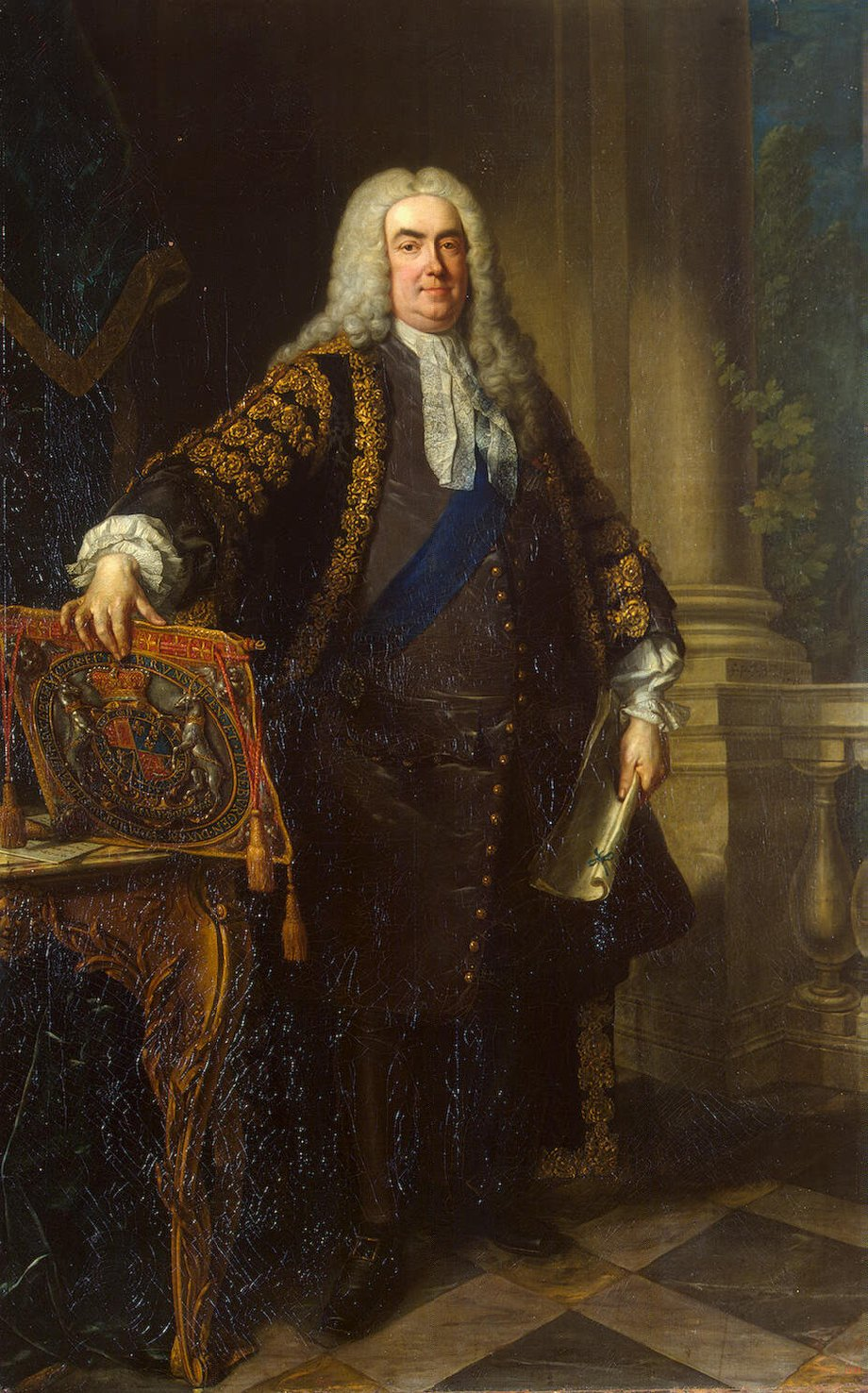
乔治二世曾計劃將「宮殿後的房子」和唐寧街10號一併賜予罗伯特·沃波尔（後世所指的第一位英國首相），以答謝他的功勞。但沃波尔表示只願意以第一財政大臣的名義接受。

波夫瑪伯爵去世後，「宮殿後的房子」再次為皇室所有。國王喬治二世看準了機會，將它賜予罗伯特·沃波尔爵士，以答謝他在過去20年來，對皇室和國家所作的特別貢獻。同時，喬治二世又取得了唐寧街兩幢物業和幾個馬廐的租契，而其中一份租契就是唐寧街10號。結果，國王將唐寧街10號也一同賜給沃波尔。
然而，沃波尔並不願以個人名義接受這份賞賜，而原因更加是眾說紛紜。沃波尔本身是一位富有的地主，這可能驅使他不願再增加負擔；亦有可能他早知道賞賜的房屋建於沼土之上，將來必定要在維修方面大灑金錢。儘管今天無從得知沃波尔拒絕賞賜的真正動機，但有一點知道的是，國王接受了沃波尔的建議，把宅第以第一財政大臣的名義賞賜給沃波尔，這意味沃波尔卸任第一財政大臣一職後，就會遷離宅第，讓繼任者入住。
達成協議後，沃波尔開始打算把得到的物業連結在一起，並把官邸向東擴建。於是沃波尔找來了唐寧街10號旁的住客戚勤先生（Mr Chicken）商量，慫恿他搬到唐寧街的其他房屋。結果，沃波尔把戚勤先生細小的故居、馬廐和「宮殿後的房子」一併合併到唐寧街10號。
沃波尔委託了知名建築師威廉·肯特主理合併工程。肯特在「宮殿後的房子」和唐寧街10號之間與建了一幢兩層高的連接物，內有一條走廊，把兩座建築物連結在一起，稱之為「財政部走廊」。連接物的地下是一間長條形的房間，一樓則被劃分為數間房間。
合併房屋後，肯特把原有的牆壁、地版、樓梯和壁爐全數拆除，再完全換上新的式樣。當中，新建的三層高石製樓梯更是肯特的代表作。石樓梯重建於原唐寧街10號的主體內，配上了鐵製欄杆和桃花心木製的扶手。石製樓梯就在唐寧街10號的入口處附近，顯而易見。今日，沿樓梯而上，更掛滿自罗伯特·沃波尔爵士至貝理雅，歷任首相的肖像。

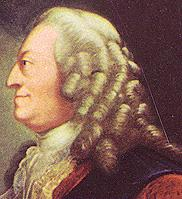
英皇乔治二世。

至於原有的「宮殿後的房子」，肯特則將之劃為三層高的起居部分，又在建築物的正中部分加建一個帕拉第奧式建築風格的三角頂。為了讓沃波尔更容易到達國會，肯特把原本通往聖詹姆士公園的入口移除，並把唐寧街的入口修改為宅第的正門。
唐寧街10號的重建工程長達兩年，最終在1735年9月23日，《倫敦日報》報導了沃波爾搬入唐寧街10號的消息：.

「昨天，罗伯特·沃波尔爵士閣下、他的夫人和家人從他們從聖詹姆士廣場的宅第，搬到了一所在聖詹姆士公園，連接財政部的新居。」

新建成的唐寧街10號有約60所房間，內裡所有壁爐均由雲石所製。在地下一層共計有七所主要房間，而一樓的所有房間都可以望見後園或聖詹姆士公園的風景。地下最大的一間房被劃為沃波尔的書房，書房長40英尺，並置有不少巨大的窗戶。這所被肯特稱之為「主人閣下的書房」，可謂十分有名，常常成為不少名畫和相片的主題。沃波尔的書房現已改為內閣的會議室，首相會在那裡和從屬的閣員討論政府政策和國際時局。在首相坐位後的壁爐上，掛有沃波尔的畫像，這也是內閣會議室內唯一的畫像。
沃波尔搬入新居後，進行了其他的重修工程。他把書房外的一片土地改建為一片後園。而財政委員會在1736年4月發出的文件聲明到：「......一塊位於英皇陛下聖詹姆士公園外，毗連一所房屋的花園，現已轉到英皇陛下的財政大臣閣下之名下。花園的修建費用已由......皇室支付」。該文件又列明唐寧街10號和新建成的花園均「附屬於英皇陛下財政部辦公廳，現為英皇陛下財政部的第一專員官邸。」這是首份關於唐寧街10號成為第一專員官邸的正式聲明。
應說明的是，唐寧街10號雖然被普遍認為是首相官邸，但事實是，首相至今仍然是以第一財政大臣的名義入住唐寧街10號，因此唐寧街10號並非真正是首相官邸。

### 動盪與革新（1742年—1806年）
沃波爾在1742年卸任第一財政大臣後離開了唐寧街10號，但此後的20年，都沒有第一財政大臣入住。沃波爾的繼任者威尔明顿伯爵、亨利·佩勒姆和紐卡素公爵都選擇搬到別處。直至1763年，首相喬治·格倫維爾才重新入住唐寧街10號，但他住了兩年後，便遭喬治三世撤職。
另一位首相諾斯勳爵在1770年以第一財政大臣的名義搬進了唐寧街10號。諾斯十分之鍾愛唐寧街10號，並時常在屋內宴請不少知名人士，如作家塞缪尔·约翰逊等等。羅伯特·克萊芙也是那裡的常客，今天的唐寧街10號還保留了一些特地為他而製的家具。
在1780年6月7日晚上，倫敦街頭爆發了「戈登暴动」，原因是新教徒對諾斯放寬對天主教的政策而感到非常不滿，示威者到處放火，有些更走到了唐寧街一帶。當時諾斯勳爵正和朋友享用晚宴，但他走出屋外，向示威者警告他們有被擊斃的危險，最終成功勸退了示威者，至於諾斯的賓客則走到了官邸的頂層躲避。
諾斯勳爵對唐寧街10號又進行了不少改善工程，工程在1766年開始，一直持續了近8年。期間，唐寧街10號換上了黑色的正門，門前又加上一盞為人熟悉的吊燈，門上又加有一個有名的獅子頭叩門環。在諾斯勳爵任首相的晚期，他請建築師羅伯特·泰勒爵士為唐寧街10號進行維修外，又在「財政部草坪」（Treasury Green）旁加設一個有拱頂的廚房。

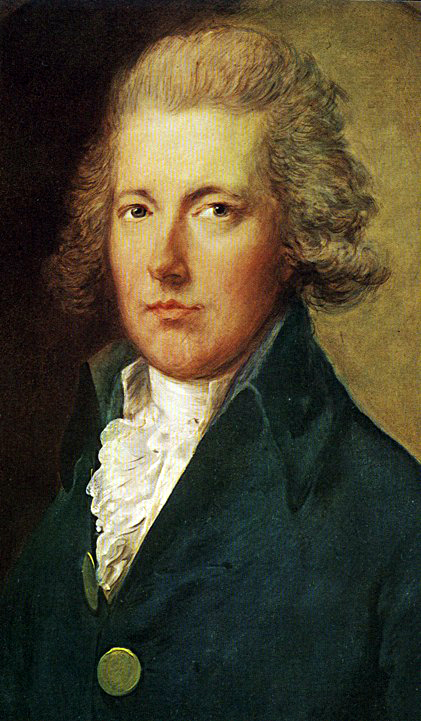
小威廉·皮特

英國歷史上最年輕的首相小皮特分別自1783年至1801年，和1804年至1806年間入住唐寧街10號，前後達20年，可謂是居住時間最長的唐寧街住客。在他居住期間，唐寧街10號一躍而成為政治中心，不少重要的決策，如國會改革、自由貿易和和增加國家財政儲備等方案，都是在那裡制定的。另外，唐寧街10號也是一處社交場所，提倡廢除奴隸貿易的威廉·威伯福士（William Wilberforce）和日後的首相喬治·坎寧，都是小皮特曾宴請過的賓客。
小皮特曾向國會匯報，動用了20,000鎊，對唐寧街10號進行不少重建，甚為傳媒所非難。當中，最大的改動在1796年，他為了擴建內閣會議室，而把其中一面牆拆去，再加上幾支石柱支撐所擴建的面積，這就成了今日的內閣會議室。
小皮特在1806年去世，雖然享年只有46歲，但他長年居住在唐寧街10號，有助將之確立成首相府的地位。

### 衰落與死亡（1807年—1876年）

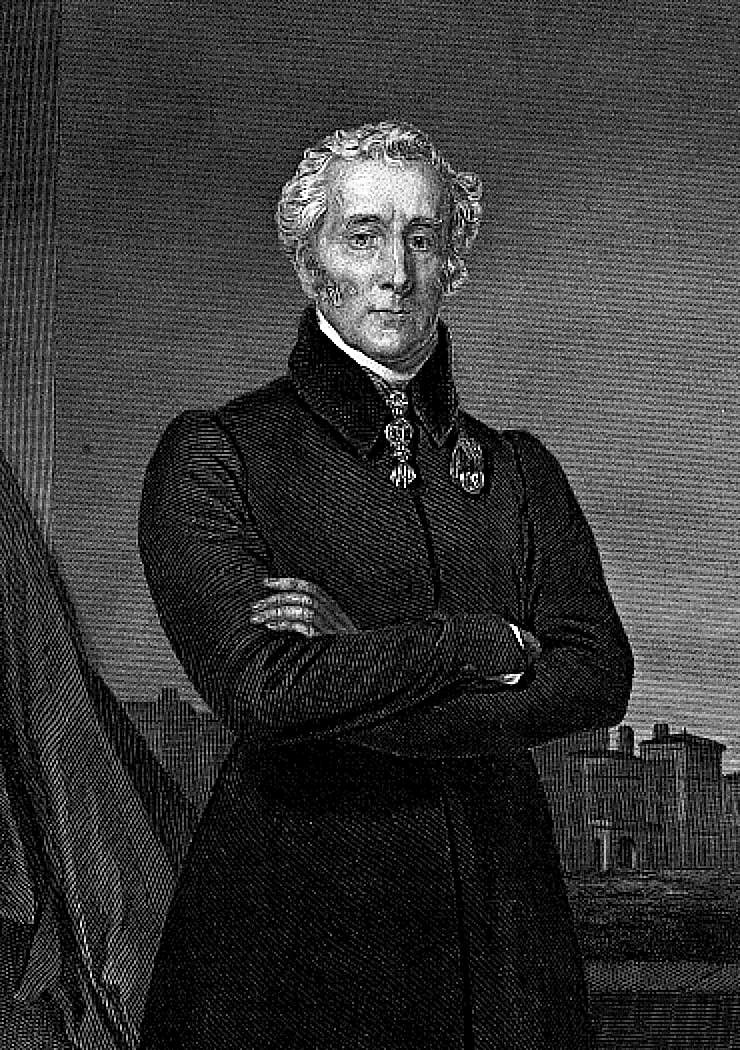
威寧頓公爵曾以唐寧街10號過分狹小為理由而拒絕入住。

踏入了19世紀，唐寧街10號經歷了不少艱難時刻。
繼小皮特以後，斯賓塞·珀西瓦爾於1807年以財政大臣的身分入住唐寧街10號，兩年後更成為了首相，珀西瓦爾育有12名孩子，可謂人丁眾多，更差不多佔用了每一所房間。然而，他最終卻被人從棺材中抬出唐寧街10號。珀西瓦爾在1812年5月11日在下議院大堂遇刺身亡，遺體在喪禮舉行前，曾經在唐寧街10號停靈5日。
珀西瓦爾以後，首相戈德里奇子爵在1827年搬到唐寧街10號，並請建築師約翰·索恩進行內部裝修，使唐寧街10號顯得更華麗外，索恩又加建了國宴廳和小晚宴廳，以便舉行高規格的社交場合聚會。總括而言，在整個1820年代，唐寧街10號一度成為了政府權力中心，而毗連的唐寧街11號則於1828年正式成為財政大臣的官邸。
但同時唐寧街也因為日益老化，而日漸顯得破落，更不時有妓女出沒。以致在1839年的時候，有建議把唐寧街北面的房屋全數拆除，以便讓白廳進行重新規劃。此外，治安也是一個漸受關注的問題，在1843年，首相羅伯特·皮爾的秘書，愛德華·德拉蒙德（Edward Drummond），就在白廳返回唐寧街10號寓所途中，遭到刺殺。
在1827年至1877年的整整50年間，幾乎沒有首相選擇入住唐寧街10號。威寧頓公爵就曾以它太細小為由而拒絕入住，最後因為他的阿普斯利邸宅要進行維修，才迫不得已到唐寧街10號暫住。至於其他首相，如墨爾本勳爵和帕尔姆斯顿子爵，都只以唐寧街10號用作辦公廳和內閣會議場所。因此，自1847年至1877年，都沒有人居住在唐寧街10號。
步入1860年代，唐寧街10號對面興建了嶄新的外務部辦公大樓，內裡除了設有大型的開放式花園，更設有內閣會議室，從而把唐寧街10號比了下去。在1868年上任首相的本杰明·迪斯雷利就說過，唐寧街10號十分「骯髒和殘舊」，亟待現代化。

### 復修與重生（1877年—1938年）
本杰明·迪斯雷利於1877年搬到了殘破的唐寧街10號，並銳意將這空置了30年的居處翻新。迪斯雷利原本向國會遊說，希望國家能全數支付翻新費用，但建議卻招來了很大的反響。最終迪斯雷利只好妥協，由國家支付入口大堂和公共部分的裝修費用，自己則要支付私人部分的裝修費用。據了解，迪斯雷利一共花了150英鎊3先令6便士，去翻新一樓的睡房、更衣室，並在第一財政大臣的專用更衣室內加設了冷暖水系統。

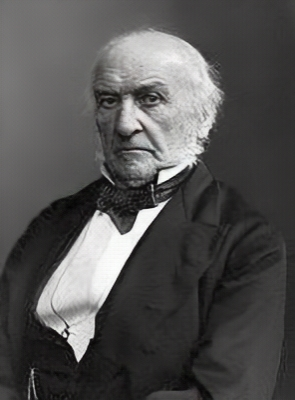
格莱斯顿不滿迪斯雷利對唐寧街10號的裝修，因此自己上任首相後又進行了一次裝修工程。

迪斯雷利在1880年下野後，新上任的威廉·尤尔特·格莱斯顿堅持要重新裝修過唐寧街10號，他單在家具上的支出就用了1555英鎊5仙令，在當時可算是很大的數目。另在1894年時，他又為唐寧街10號安裝電燈和電話。順帶一提的是，格莱斯顿居住在唐寧街10號時有一樣古怪的興趣，他常常愛帶一些年輕的妓女回唐寧街，和她們詳談，希望她們能夠棄娼從良。（页面存档备份，存于） 因此閣員拜訪格莱斯顿的時候，有時會看到年輕婦女出入唐寧街。
格莱斯顿以後的首相，索尔兹伯里侯爵，是歷史上最後一位聲言拒絕入住唐寧街10號的首相。索尔兹伯里侯爵對內閣會議室尤其討厭，認為它「狹小悶熱」，所以他選擇到外務部辦公，居所則位於阿靈頓街。結果，索尔兹伯里侯爵把唐寧街10號讓給了外甥亞瑟·貝爾福，而他本人後來也成為了首相（貝爾福也是首位擁有私家車的首相）。從貝爾福開始，每任首相都住在唐寧街10號，從此奠定它作為首相府的形象，而唐寧街10號的黑色正門也漸漸聞名於世。
第一次世界大戰期間，唐寧街10號的內閣會議室成為了英國政府統戰的中心，在首相大衛·勞合·喬治的領導下，唐寧街10號的辦公人員數目也急速增加，原有的辦公部分不敷應用，甚至要佔用花園作辦公廳。大戰最終在1918年11月11日正式結束，群眾紛紛湧到唐寧街，高呼勞合·喬治的英文簡寫「LG」，勞合·喬治在唐寧街10號一樓的窗戶亮相，以示謝意。
一戰結束後，唐寧街的保安措施卻沒有鬆懈，唐寧街的街尾更豎起了一道3米高的木造路障，原因是為了防止支持愛爾蘭獨立的人士衝擊唐寧街。但愛爾蘭自由邦在1922年成立後，木造路障也隨之移除。
在昔日的英國，官員只能從君主得到微薄的俸祿，日常用度均要依靠自己的財富所維持。而首相和其他重要官員也一樣，在唐寧街10號和11號裡，要自資僱用傭人。但是在1920年代，首位工黨首相拉姆齐·麦克唐纳上任，當時英國正值經濟不景，自己的家財又不可與以往貴族、地主出身的首相匹配。結果，麦克唐纳發現自己沒有能力翻新首相府之餘，也沒有錢請僕人，因為有些僕人賺的錢比他還要多。
麥克唐納一直希望擴充唐寧街10號的首相圖書館，但由於缺乏財力，圖書館的藏書均由自己和其他官員捐贈，然而這種做法卻一直沿用至今。

### 戰時的唐寧街10號（1939年—1945年）

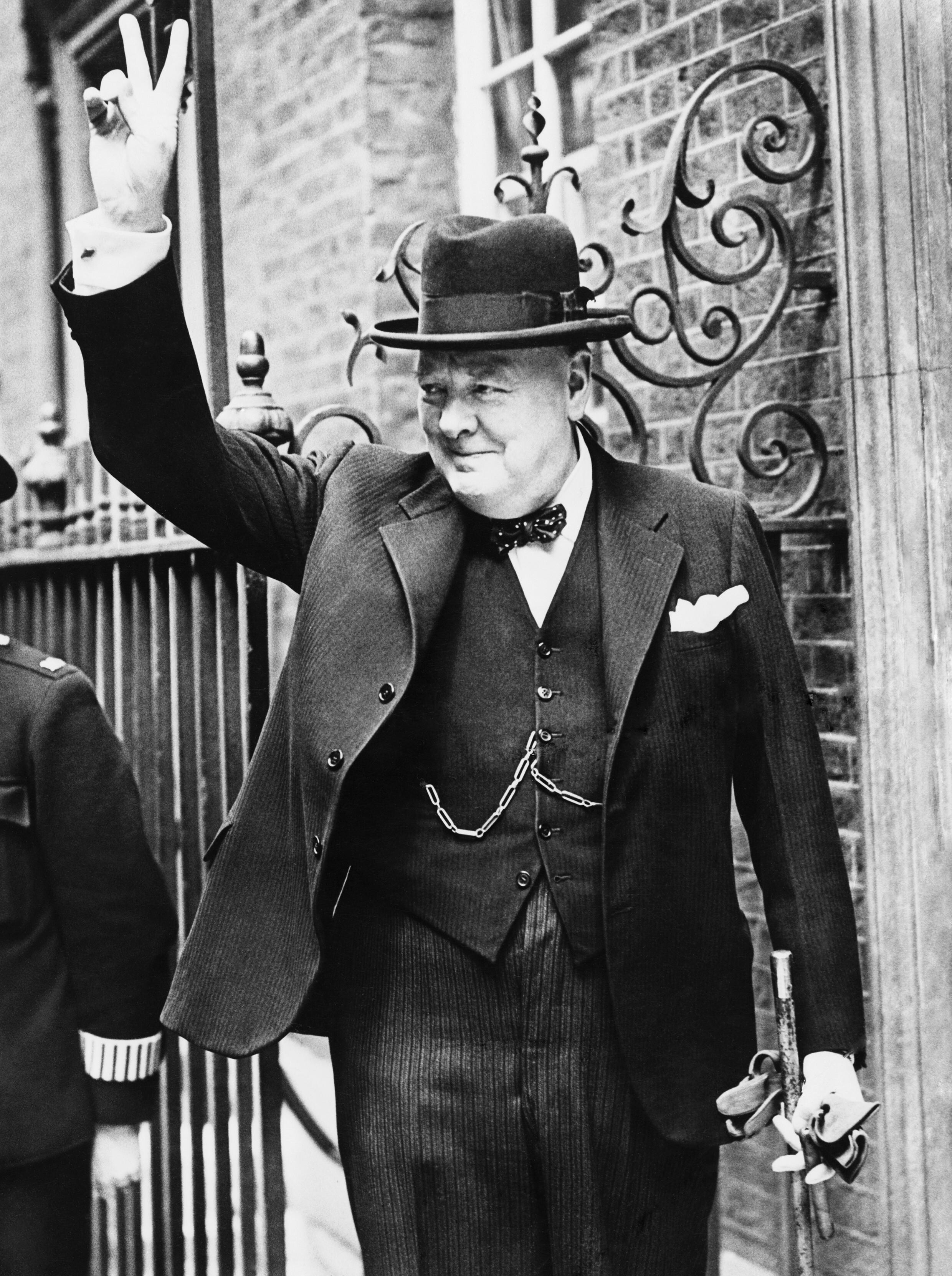
戰時首相邱吉爾。

在第二次世界大戰初期，戰時首相邱吉爾與妻子搬到了唐寧街10號的二樓居住，而內閣辦公廳則搬遷到附近的地堡。值得一提的是，邱吉爾在首相府的時候有一個有趣的習慣，他每天早晨和晚上，都愛躺臥在床上，一邊抽雪茄，一邊指令秘書起草演講辭、備忘錄和撰寫信件等。
到了1940年9月，納粹德國開始對英國發動閃電戰，並對倫敦進行猛烈轟炸，唐寧街10號也自然成為了襲擊目標。在同年10月14日，唐寧街旁的財政部草坪被炸彈擊中，波及了唐寧街10號的廚房和數間房間，事件導致了三名值班的公務員殉職。
事件發生以後，屋內的家具和貴重文物被移送到安全地方，花園旁的房間就以鐵製支撐物加固，窗戶也被厚鐵板蓋上，以防再受空襲襲擊。而這些位於花園的房間就被悉數改裝為臨時的飯廳、睡房和會客室。但事實上，這些加固工程無助於加強房屋的抵抗能力。另外，除了花園的房間，在唐寧街10號內，只有內閣會議室和私人秘書辦公廳仍然使用。
邱吉爾最初搬到了這些臨時房間生活，但他很快便表達不滿，並堅持要在幾近空無一物的唐寧街10號工作和用餐。為此，唐寧街10號的地底下建造了一個可容納6人的防空洞，以便逃生。有一次，英皇喬治六世和邱吉爾吃飯時，就曾在這個防空洞躲避空襲。
雖然唐寧街10號在大戰中不斷受襲，但總體的損毀情況並不嚴重，因此大戰結束後，邱吉爾夫婦便返回到唐寧街10號居住，並於1945年5月8日下午三時正，在內閣會議室發表歐戰勝利紀念日的電台廣播。

### 「珍貴的珠寶」（1946年至今）

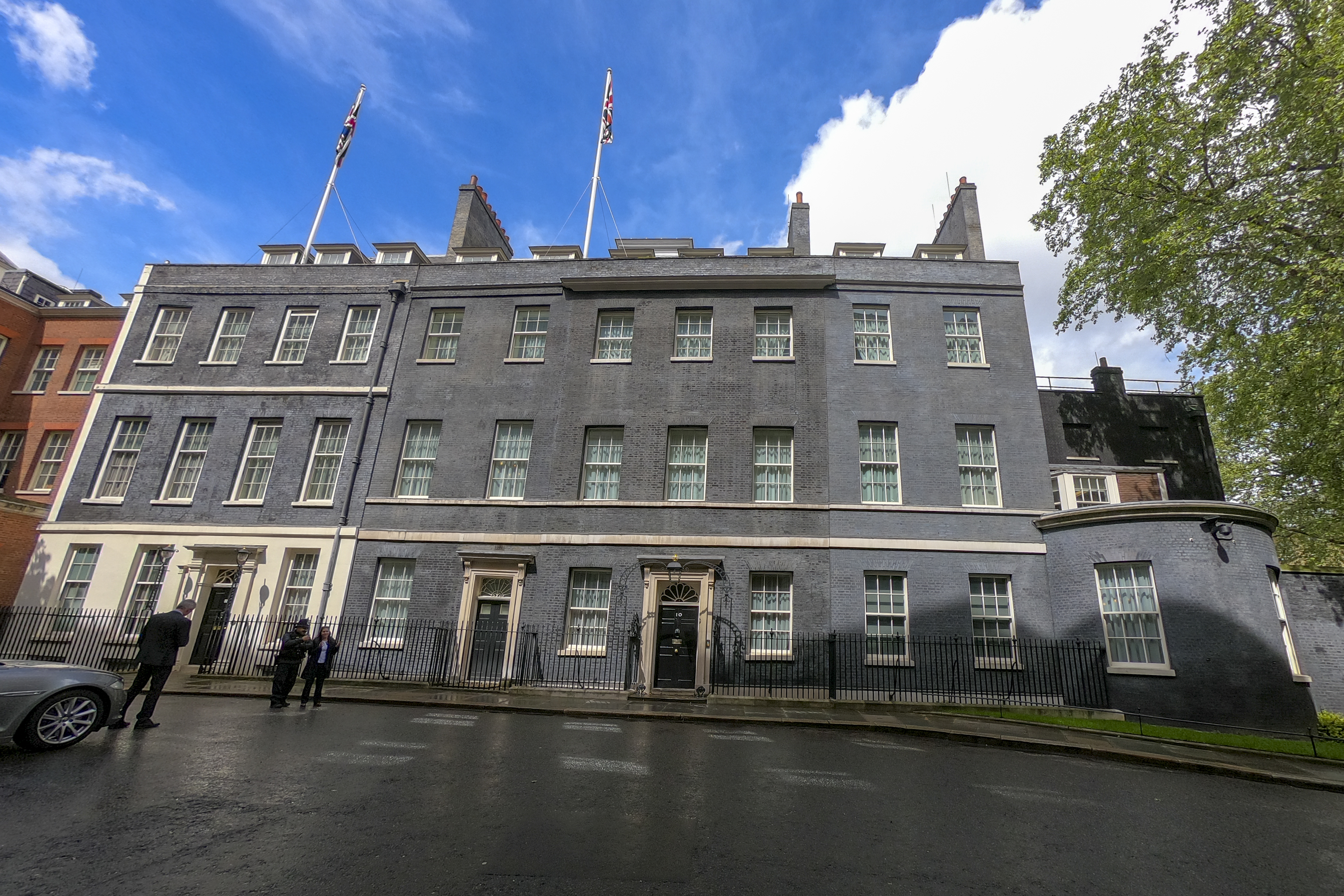
改建後的唐寧街10號和11號，攝於2019年

隨著經濟和社會的變遷，唐寧街10號也有了重大的轉變。除了以往住了一大批僕人外，在1940年代以後，唐寧街10號更擴充了辦公廳部分。這改動使首相的私人居所在無可奈何的情況下搬到了狹小的頂樓，即以往的僕人房間，因此，不少首相也選擇搬到別處。恰巧的是，很多19世紀和20世紀的首相，都置有比唐寧街10號要好的市區宅第，而且更有自己一班的僕人服侍。前首相哈羅德·威爾遜就是一個例子，在他的第二段任期，即1974年至1976年，威爾遜以他在諾斯勳爵街的物業作為自己真正的居所，但是在傳媒的協助下，他在公眾面前仍舊可假裝自己住在唐寧街10號。他每次站在首相府正門讓記者拍照後，就會步入正門，然後從側門離開，返回自己真正的居所。另外，亦有其他首相曾分別在1950年代和1990年代搬到海軍部大樓，以便讓唐寧街10號進行維修。
踏入1950年代，唐寧街10號的樓宇結構安全漸漸成為一個極待解決的問題，建築物沉降、牆壁倒塌和門框扭曲已經是司空見慣，而在內閣會議室內，有達200年歷史，用作支撐樓房的房柱，更被發現只剩下了外表的清漆和油漆，內裡的實心原木卻早已經腐朽，幾近灰塵。總言之，整座唐寧街10號有立即倒塌之虞。當時曾一度有建議將唐寧街的所有建築物拆卸重建，但最終卻決定仿傚美國的白宮，保留唐寧街10號的外牆原貌，而內部和地基則一併全數拆除，重新灌上混凝土和現代鋼材，再重建成原來的樣子。當建築師檢驗首相府的外牆時，才赫然發現唐寧街10號的外牆原本是黃色的，然而經過兩世紀以來的空氣污染，才把外牆燻成今日所知的黑色。最後，建築師決定將清潔過的黃色磚染上黑色，以保留首相府「傳統」的顏色。
經過多年的改建，現今的唐寧街10號實際上與不少的建築物打通。除了接通在唐寧街的其他房屋，首相府更可以通往毗連騎兵衛隊閱兵場的一些樓房。至於誰打通這些建築物，現在已無從稽考了。
自英國工黨在1997年贏得大選後，唐寧街的住屋分配再出現了變化。由於托尼·布莱尔上任首相時已婚，又育有3名孩子，所以他初時搬到較寬敞的唐寧街11號，至於財政大臣戈登·布朗，在上任時仍然沒有結婚，因此他搬到面積較細小的唐寧街10號。而唐寧街10號名義上仍舊是首相官邸，相關的辦公廳亦沒有搬離。不過到了後來，由於貝理雅在任內生了第四名孩子，而白高敦又結了婚，兩個家庭都需要更多空間，所以貝理雅進而佔用唐寧街10號，白高敦一家則唯有搬到附近的私人公寓。此後的首相卡梅倫和文翠珊亦入住較寬敞的唐寧街11號。
作家克里斯多夫·瓊斯（Christopher Jones）在他的著作《No. 10 Downing Street, The Story of a House》再版發行時，前首相寫了一封信給他，總結到她多年來與唐寧街10號結下的感情，信中寫到：「所有首相也特別警惕到，作為唐寧街10號的房客和管理人，他們一直對這份全國最珍貴的珠寶加以看管。」

## 現今的唐寧街10號
自2024年7月5日起，唐寧街10號目前的租戶是英国首相兼首席财政大臣施紀賢。
事實上，由于唐宁街10号狭小的内部空间，自1997年起，许多前任的第一財政大臣（英國首相）及其配偶、家庭成員其都會搬到較寬敞的唐寧街11號，而10号则是由第二财政大臣居住，使唐寧街10號成為有名无实的首相官邸，但因10號和11號內部早已打通多年，早已無太大分別。
它目前設有內閣會議室，英國內閣會議由首相施紀賢擔任主席。它還設有首相執行辦公室，負責處理有關英國政府的後勤和外交事務。

## 重要房間
雖然唐寧街10號並不向公眾開放，但卻有不少值得介紹的著名房間和建築。另外，唐寧街10號有不少珍貴的雕塑、名畫和文物，但事實上，大部分均由政府藝術收藏委員會（Government Art Collection）借出，該委員會會定期為唐寧街10號挑選和更換藏品，藏品不一定具古典風格，也可以是現代前衛的作品，取決原則在於要能夠代表英國的藝術。以下簡介了部分重要的房間。

### 黑色正門

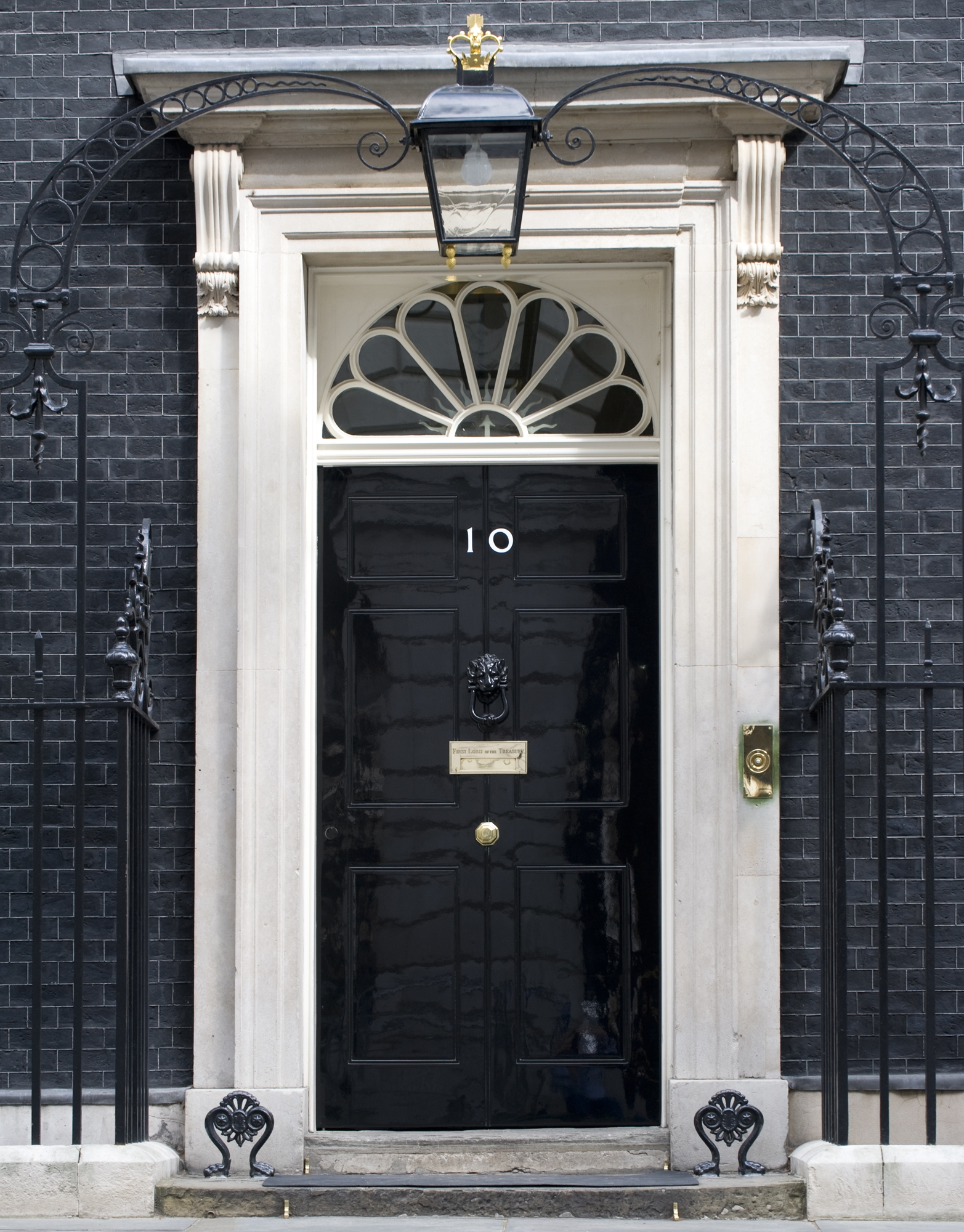
黑色正門，攝於2012年

黑色正門（The Black Door）建於1760年代，門前有一盞吊燈，門上又加有一個有名的獅子頭叩門環和白色阿拉伯數字「10」。首相並沒有門匙，因為門口只可從屋內開啟。

### 內閣會議室
自1856年起，內閣的會議都在這裡舉行，當時稱為「會議室」（Council Chamber），現稱為「內閣會議室」（The Cabinet Room）。內閣會議在每星期四上午舉行。會議室曾由小皮特擴建，內裡的船形會議桌則由麥美倫購置，好讓他在會議看到所有人。

### 石製大樓梯
石製大樓梯（The Staircase）依時序掛滿了歷任首相的肖像，但並不包括現任首相的肖像。麥美倫的妻子曾移走所有肖像，但威爾遜在1964年恢復以往的傳統。在1979年卡拉漢更曾一度掛上了一幅彩色肖像，但不久便也回復原狀。法國總統弗朗索瓦·密特朗贈送的地球模型在樓梯底展示，由於它體積太大，所以曾被切開了一半，方便運進唐寧街10號。

### 白色起居室
白色起居室（The White Room）以白色為主調，曾是沃波爾夫人的起居室，也是邱吉爾夫人最喜愛的房間。

### 赤土廳
赤土廳（The Terracotta Room）以赤土色為主調，最初被沃波爾爵士用作飯廳，現今則用作招持國宴的賓客。房內掛有威靈頓公爵等著名將軍的畫像，也有一張屬於小皮特的桃花心木書桌，至今已有200多年歷史。

### 柱廳
柱廳（The Pillared Room）用作舉行簽約儀式一類的官方活動。據說，房內時常鬧鬼，更有人報稱見過有一隻身穿長裙和珠寶的女鬼。

### 小飯廳
小飯廳（The Small Dining Room）原本被稱為「早餐房」，通往國宴廳，但在1826年進行改裝後，成為了小飯廳。

### 國宴廳
1783年時的國宴廳（The State Dining Room）加建於一個拱頂廚房之上，一共花了20,000英鎊，但現今的廚房已改在國宴廳外。國宴廳用作招待國賓，並置有不少名貴的銀器。而邱吉爾在1955年宣佈辭任首相前，曾在那裡宴請伊莉莎白二世和菲臘親王。

## 保安
雖然表面上並不明顯，但事實上唐寧街10號的保安措施十分嚴密。傳統以來，首相府的黑色正門都必定有一位穿上制服的警察駐守，至於那扇正門本身亦只能夠從室內開啟。在任首相期間，為了確保其安全，在唐寧街的兩處街口都加裝了大型鐵閘，最初，一般公眾要取道唐寧街前往白廳或聖詹姆士公園，都必先通過十分嚴格的安全檢查，但鐵閘在2003年進行了加固工程後，更禁止了一般公眾進入唐寧街範圍。(See The Pillared Drawing Room c1927)在大型鐵閘旁均設有警崗，有數名荷槍實彈身着制服的警員駐守。此外，倫敦警察廳的外交人員保護組（Diplomatic protection group，簡稱DPG）會負起保護重要官員的責任。
在唐寧街以外，有便衣警員在白廳一帶巡邏，有些更會在白廳的建築物屋頂進行監視。據稱，唐寧街10號有地堡連接其他政府建築物或交通設施，但此消息從未得到官方的證實或否認。
唐寧街10號在1991年2月7日受到歷史上最嚴重的襲擊。當日，愛爾蘭共和軍把一輛白色客貨車停泊到白廳，並在車內安裝了迫擊砲彈。結果炸彈在唐寧街10號的後院引爆，爆炸除了使內閣會議室的窗戶全數震碎外，更在後院留下一個大坑。事發時，首相馬卓安正在內閣會議室舉行內閣會議。事後馬卓安被迫搬到海軍部大樓暫住，以便展開維修工程。

## 捕鼠大臣
由於首相府長期有鼠患困擾，約莫自1900年代起，便有一隻貓擔任「捕鼠官」，但不是每隻曾在內的貓皆曾賦予頭銜，通常暱稱此貓為「英國第一貓」，也是大眾對於首相府於政治之外茶餘飯後的趣事，值得一提的是，牠不屬於首相而是唐寧街10號，因此首相離職並不影響其繼續任職。現任捕鼠大臣為賴瑞（Larry the cat）。

## 入住者一覽（1650年迄今）
粗體者為首相。
| 「宮殿後的房子」（1733年以前） |                                            |                       |
| 奥利弗·克伦威尔 | 護國公                                     | 1650年—1654年         |
| 喬治·蒙克，阿爾伯馬爾公爵 | 財政部第一專員                             | 1660年—1671年         |
| 威廉，奧倫治王子（即未來的國王威廉三世） | ***                                        | 1671年 （大約四個月） |
| 喬治·維利爾斯，第二代白金漢公爵 | 卡巴爾的一員                               | 1671年—1676年         |
| 利奇菲爾德伯爵 | 騎士統領                                   | 1677年—1688年         |
| 亨利·拿騷，歐弗柯克勳爵 | 騎士統領                                   | 1690年—1708年         |
| 法蘭西斯·拿騷，歐弗柯克夫人 | 沒有                                       | 1708年—1720年         |
| 約翰·卡斯柏·馮·波夫瑪，波夫瑪伯爵 | 來自漢諾威的使節，喬治一世和喬治二世的顧問 | 1720年—1732年         |
| 唐寧街10號（1733年以前） |                                            |                       |
| 雅茅斯女伯爵 | *                                          | 1688年—1689年         |
| 蘭斯多恩勳爵 | *                                          | 1692年—1696年         |
| 格蘭瑟姆伯爵 | *                                          | 1699年—1703年         |
| 合併後的唐寧街10號（1735年至今） |                                            |                       |
| 自1733年至1735年，建築師威廉肯特在罗伯特·沃波尔爵士的委託下，將利奇菲爾德樓和原本的唐寧街10號合二為一，成為第一財政大臣的官邸，即今日所知的唐寧街10號。                                                                          |                                            |                       |
| 罗伯特·沃波尔爵士 | 第一財政大臣兼財政大臣                     | 1735年—1742年         |
| 山姆·桑茲 | 財政大臣                                   | 1742年—1743年         |
| 桑茲勳爵 | ***                                        | 1743年—1744年         |
| 林肯伯爵 | ***                                        | 1745年—1753年         |
| 李維斯·華生 | ***                                        | 1753年—1754年         |
| 亨利·貝爾森-理雅各 | 財政大臣                                   | 1754年—1761年         |
| 托馬斯·佩勒姆 | ***                                        | 1762年                |
| 法蘭西斯·達什伍德爵士 | 財政大臣                                   | 1762年—1763年         |
| 喬治·格倫維爾 | 第一財政大臣兼財政大臣                     | 1763年—1765年         |
| 威廉·鄧德斯韋 | 財政大臣                                   | 1765年—1766年         |
| 在1766年，樓宇進行了大型維修和重建。 |                                            |                       |
| 查理·湯孫德 | 財政大臣                                   | 1766年—1767年         |
| 腓特烈·諾斯，諾斯勳爵 | 財政大臣                                   | 1767年—1770年         |
| 腓特烈·諾斯，諾斯勳爵 | 第一財政大臣兼財政大臣                     | 1770年—1782年         |
| 約翰·卡文迪許爵士（尚待考證） | 財政大臣                                   | 1782年                |
| 小威廉·皮特 | 財政大臣                                   | 1782年—1783年         |
| 威廉·卡文迪许-本廷克，第三代波特蘭公爵 | 第一財政大臣                               | 1783年                |
| 在1783年，樓宇進行了大型維修和改建。 |                                            |                       |
| 小威廉·皮特 | 第一財政大臣兼財政大臣                     | 1783年—1801年         |
| 亨利·阿丁顿 | 第一財政大臣兼財政大臣                     | 1801年—1804年         |
| 小威廉·皮特 | 第一財政大臣兼財政大臣                     | 1804年—1806年         |
| 威廉·皮特在唐寧街10號居住了20年，比任何一位首相都要長，更有助確立唐寧街10號作為首相府的地位。 |                                            |                       |
| 威廉·温德汉姆·格伦维尔，格伦维尔勳爵 | 第一財政大臣                               | 1806年—1807年         |
| 威廉·卡文迪许-本廷克，第三代波特蘭公爵 | 第一財政大臣                               | 1807年                |
| 斯賓塞·珀西瓦爾 | 財政大臣                                   | 1807年—1809年         |
| 斯賓塞·珀西瓦爾 | 第一財政大臣兼財政大臣                     | 1809年—1812年         |
| 查爾斯·阿巴思諾特 | *                                          | 1810年                |
| 尼古拉·范西塔特 | 財政大臣                                   | 1812年—1823年         |
| 腓特烈·約翰·羅賓遜 | 財政大臣                                   | 1823年—1827年         |
| 喬治·坎寧 | 第一財政大臣兼財政大臣                     | 1827年—1828年         |
| 腓特烈·約翰·羅賓遜，戈德里奇子爵 | 第一財政大臣                               | 1827年—1828年         |
| 阿瑟·韦尔斯利，第一代威寧頓公爵 | 第一財政大臣                               | 1828年—1830年         |
| 威寧頓上任的首七個月以過分狹小為理由，拒絕搬進唐寧街10號。後來由於他的阿普斯利邸宅要進行大型維修，才迫不得已地入住了唐寧街10號。18個月，他再搬回阿普斯利邸宅。                                                                   |                                            |                       |
| 巴瑟斯特伯爵 | 樞密院議長                                 | 1830年                |
| 查尔斯·格雷，第二代格雷伯爵 | 第一財政大臣                               | 1830年—1834年         |
| 托馬斯·福里曼德爵士 | 羅伯特·皮爾爵士的秘書                      | 1835年                |
| 在1835年至1838年墨爾本任相期間，唐寧街10號的起居部分空置了3年。 |                                            |                       |
| 威廉·寇佩爾閣下和G·E·安森 | 財政部次官（尚待考證）                     | 1838年                |
| G·E·安森 | 財政部次官                                 | 1839年—1840年         |
| 愛德華·德拉蒙德 | *                                          | 1842年                |
| 愛德華·德拉蒙德和W·H·史蒂芬遜 | *                                          | 1843年                |
| W·H·史蒂芬遜和喬治·阿巴思諾特 | *                                          | 1844年—1846年         |
| 喬治·凱佩爾、查爾斯·格雷和R·W·格雷 | *                                          | 1847年                |
| 唐寧街10號的居住部分空置達30年，期間只有使用作內閣會議。至於辦公部分則沒有空置。 |                                            |                       |
| 在1877年，迪斯雷利對唐寧街10號進行了大規模維修和重新裝飾，好讓他本人入住。後來的格莱斯顿在1880年至1885年任首相期間，又進行了大型裝修。他們兩人對唐寧街10號的重修，均得到了報章的廣泛報導，確立唐寧街10號作為英國行政中心的地位。 |                                            |                       |
| 本杰明·迪斯雷利，比肯斯菲尔德伯爵 | 第一財政大臣                               | 1877年—1880年         |
| 威廉·E·格莱斯顿 | 第一財政大臣兼財政大臣                     | 1880年—1885年         |
| 斯塔福·諾思科特爵士 | 第一財政大臣                               | 1885年—1886年         |
| 威廉·E·格莱斯顿 | 第一財政大臣                               | 1886年                |
| 威廉·亨利·史密斯 | 第一財政大臣                               | 1886年—1891年         |
| 亞瑟·詹姆士·貝爾福 | 第一財政大臣                               | 1891年—1892年         |
| 威廉·E·格莱斯顿 | 第一財政大臣兼掌璽大臣                     | 1892年—1894年         |
| 阿奇博尔德·普里姆罗斯，第五代罗斯贝利伯爵 | 第一財政大臣兼樞密院議長                   | 1894年                |
| 亞瑟·詹姆士·貝爾福 | 第一財政大臣兼下議院領袖                   | 1895年—1902年         |
| 自1902年起，每任英國首相都住在唐寧街10號（除了數位因特別原因沒有入住，已在下面分述）。而且，每任首相都同時兼領了第一財政大臣一職。與以往不同的是，再也沒有首相同時兼任財政大臣一職。                                             |                                            |                       |
| 亞瑟·詹姆士·貝爾福 | 第一財政大臣                               | 1902年—1905年         |
| 亨利·坎貝爾-班納文爵士 | 第一財政大臣                               | 1905年—1907年         |
| 赫伯特·亨利·阿斯奎斯 | 第一財政大臣兼陸軍大臣                     | 1907年—1916年         |
| 大衛·勞合·喬治 | 第一財政大臣                               | 1916年—1922年         |
| 安德魯·伯納爾·勞 | 第一財政大臣                               | 1922年—1923年         |
| 斯坦利·鲍德温 | 第一財政大臣                               | 1923年—1924年         |
| 拉姆齐·麦克唐纳 | 第一財政大臣                               | 1924年                |
| 斯坦利·鲍德温 | 第一財政大臣                               | 1924年—1929年         |
| 拉姆齐·麦克唐纳 | 第一財政大臣                               | 1929年—1935年         |
| 斯坦利·鲍德温 | 第一財政大臣                               | 1935年—1937年         |
| 内维尔·张伯伦 | 第一財政大臣                               | 1937年—1940年         |
| 温斯顿·丘吉尔 | 第一財政大臣兼國防大臣                     | 1940年—1945年         |
| 在第二次世界大戰期間，為了自身安全，邱吉爾搬離唐寧街10號，但他本人堅持在唐寧街10號內工作和用膳。 |                                            |                       |
| 克莱门特·艾德礼 | 第一財政大臣                               | 1945年—1951年         |
| 温斯顿·丘吉尔爵士 | 第一財政大臣                               | 1951年—1955年         |
| 安东尼·艾登爵士 | 第一財政大臣                               | 1955年—1956年         |
| 哈罗德·麦美倫 | 第一財政大臣                               | 1957年—1960年         |
| 麦美倫自1960年至1964年搬到了海軍部大樓居住，期間，唐寧街10號則進行了大型重修，除了外牆保留原狀外，內部全面拆卸，進行重建。 |                                            |                       |
| 亞歷克·道格拉斯-休姆爵士 | 第一財政大臣                               | 1964年                |
| 哈羅德·威爾遜 | 第一財政大臣                               | 1964年—1970年         |
| 爱德华·希思 | 第一財政大臣                               | 1970年—1974年         |
| 哈羅德·威爾遜 | 第一財政大臣                               | 1974年—1976年         |
| 威爾遜第二次首相任期時，在公眾場合仍出現在唐寧街10號，但他事實上卻居住在諾斯勳爵街。 |                                            |                       |
| 詹姆斯·卡拉汉 | 第一財政大臣                               | 1976年—1979年         |
| | 第一財政大臣                               | 1979年—1990年         |
| | 第一財政大臣                               | 1990年—1997年         |
| 在1991年，愛爾蘭共和軍恐怖分子在唐寧街10號发射了迫擊砲彈，事後除了使窗戶震碎，更使首相府的後院留下一個大坑。結果馬卓安在唐寧街10號維修期間搬到別處。                                                                             |                                            |                       |
| 布萊爾 | 第一財政大臣                               | 1997年—2007年         |
| | 第一財政大臣                               | 2007年—2010年         |
| | 第一財政大臣                               | 2010年—2016年         |
| | 第一財政大臣                               | 2016年—2019年         |
| 鲍里斯·约翰逊 | 第一財政大臣                               | 2019年2022年          |
| 伊莉莎白·特拉斯 | 第一財政大臣                               | 2022年                |
| 里希·蘇納克 | 第一財政大臣                               | 2022年—2024年         |
| 施凱爾 | 第一財政大臣                               | 2024年至今            |

## 相关條目
- 契克斯 — 英國首相的鄉間別墅。
- 唐寧街11號 — 英國財政大臣的官邸。
- 唐寧街12號 — 英國首相辦公室新聞、政策部門之辦公地點。
- 內閣辦公廳首席捕鼠官

## 注腳
1. ↑  . British History Online.   [15 March 2013].
2. ↑  British History Online, From: 'No. 10, Downing Street （页面存档备份，存于）', Survey of London: volume 14: St Margaret, Westminster, part III: Whitehall II (1931), pp. 113–141. Date accessed: 22 July 2008.
3. ↑  Minney, p. 50.
4. ↑  Seldon, p. 16.
5. ↑  Jones, p. 156.
6. ↑  Jones, in letter from Margaret Thatcher used as a preface to the book.
7. ↑  .   [2019-06-06]. （原始内容存档于2018-01-20）.
8. ↑  Seldon, pp. 35–37.
9. ↑  Jones, p. 129.
10. ↑  Seldon, p.55
11. ↑  . www.british-history.ac.uk.   [2020-10-28]. （原始内容存档于2020-11-03）.
12. ↑  Seldon, p. 25.